# Răpirea (creștinism)

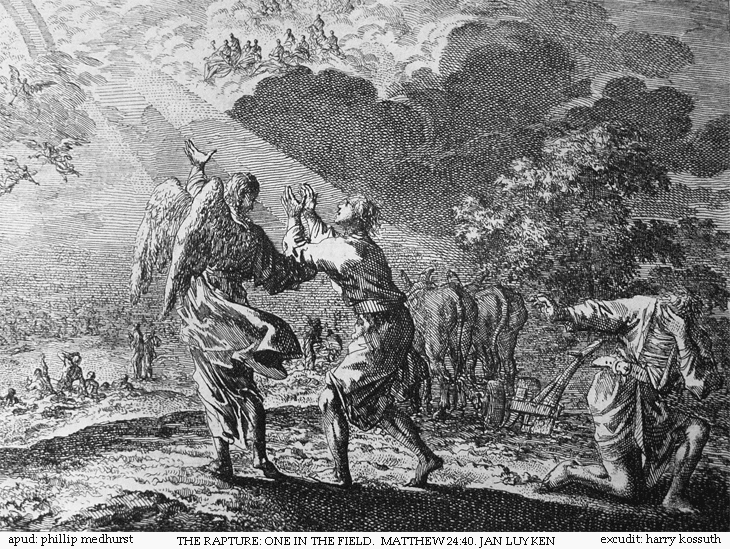
Ilustrație de Jan Luyken din Biblia Bowyer a textului Matei 24:20 - Atunci, din doi bărbați care vor fi la câmp, unul va fi luat, și altul va fi lăsat.

În creștinism, Răpirea Bisericii este o referință la 1 Tesaloniceni 4:16-17 când „cei vii” și „cei morți înviați în Hristos” vor fi „răpiți ... în nori” pentru a întâmpina pe Iisus care se întoarce pe Pământ. 

Mai multe versiuni creștine ale momentului când va avea loc răpirea în funcție de marele necaz

„Căci însuși Domnul, cu un strigăt, cu glasul unui arhanghel și cu trâmbița lui Dumnezeu, Se va coborî din cer, și întâi vor învia cei morți în Hristos. Apoi, noi cei vii, care vom fi rămas, vom fi răpiți toți împreună cu ei în nori, ca să întâmpinăm pe Domnul în văzduh; și astfel vom fi totdeauna cu Domnul.”—1 Tesaloniceni 4:16-17